# Mariano Salvatierra

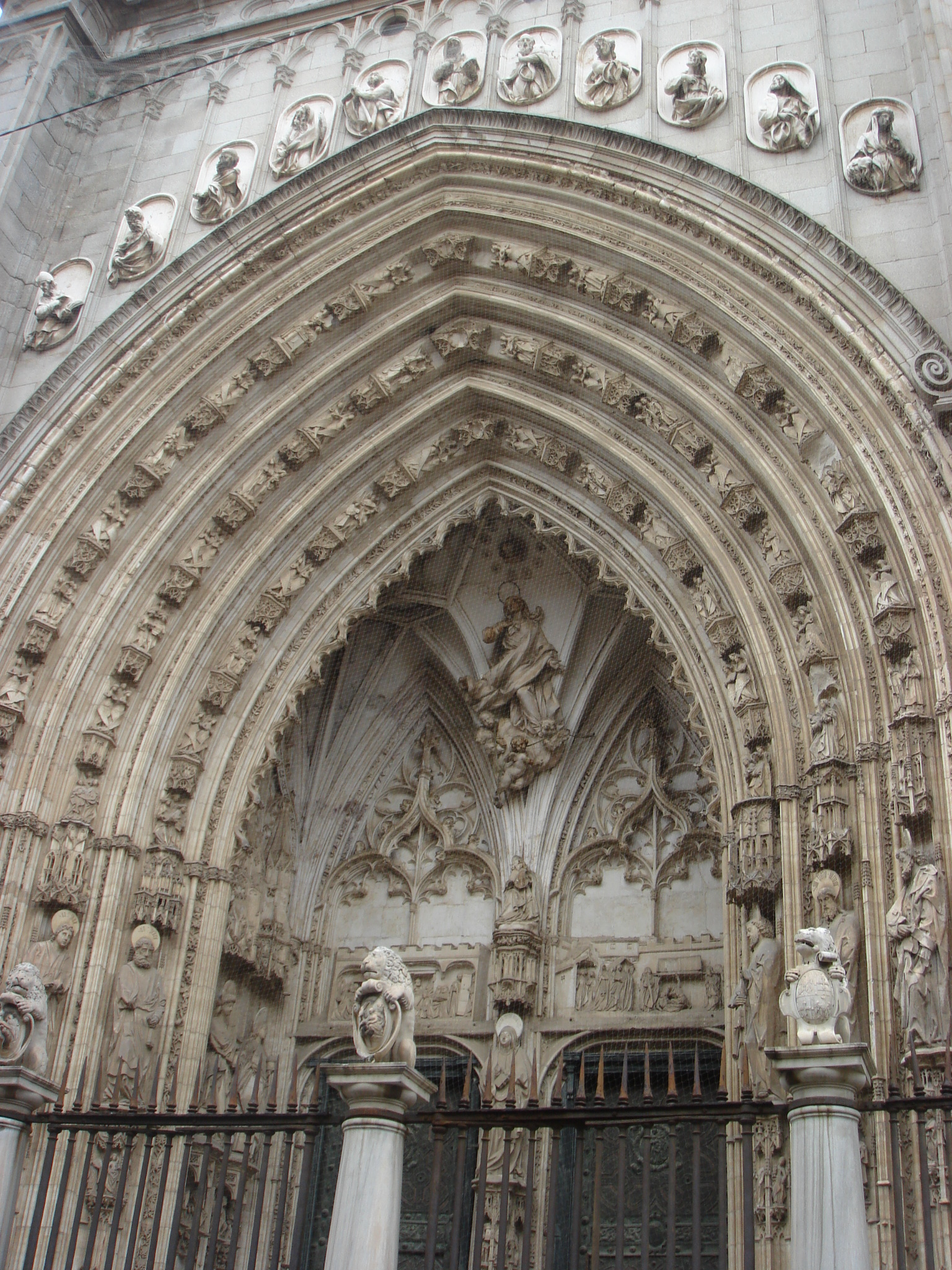
Porta «de los Leones» amb escultures de Mariano Salvatierra

Mariano Salvatierra Serrano (Toledo, 6 d'octubre de 1752 - 10 d'abril de 1808), va ser un escultor.

## Biografia
Amb tot just 16 anys, ja era escultor a la Confraria del Crist de les Aigües i de la Vera Creu. El 1774 va ingressar a la Reial Acadèmia de Belles Arts de San Fernando de Madrid. La seva vida amorosa no va estar exempta de vaivens. Compromès amb la filla d'un mestre de la Catedral de Toledo, el casament no va arribar a celebrar-se i més tard, el 1780, va ser pres sota l'acusació d'haver deixat embarassada a una jove toledana. Serà el 1781 quan es casa amb Faustina Barriales Vázquez amb qui va tenir vuit fills, dels quals van sobreviurev cinc. Poc després de néixer el seu fill Valeriano, que a la fi també seria escultor, va ingressar contractat a la catedral de Toledo el 17 de juny de 1789.
Era un home bolcat a l'art, amb una esplèndida col·lecció privada de quadres que va anar adquirint al llarg de la seva vida i entre els quals es trobaven obres de El Greco o Josep de Ribera, entre d'altres. Moltes d'aquestes pintures l'inspirarien per a les seves escultures.
Havia iniciat els seus treballs a l'escultura des de la imatgeria a la Confraria del Crist de les Aigües, art que no va abandonar al llarg de la seva vida, quedant memòria d'obres destacades en els passos processionals de la Setmana Santa toledana. Malgrat tot, cap d'aquelles peces va arribar fins al segle xx.

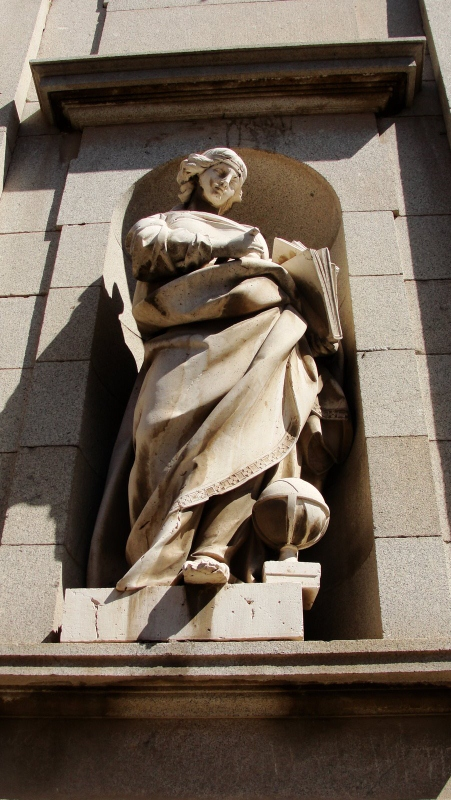
Al·legoria a les ciències. A la façana principal del Palau del Cardenal Lorenzana (Toledo).

Tanmateix la seva extensa producció escultòrica va prendre forma en les incomptables obres que va realitzar per a la catedral de Toledo. Encara que no va ser fins al 1789 quan se'l va contractar, se sap que havia realitzat treballs per al Capítol des del 1776 (el que segurament va permetre valorar el seu treball i obtenir el posterior contracte). És possible que les seves primeres aventures amoroses amb la filla d'un dels mestres catedralicis facilités el seu accés. D'aquella primera època són algunes de les estàtues que adornen la Porta del Rellotge. Va treballar igualment en la Porta de los Leones, les imatges de la qual s'atribueixen en la seva totalitat a Salvatierra, inclosos els onze medallons del relleu i la bella escultura de l'Assumpció que remata el timpà de la porta. Obra seva són també els àngels dels frontons de la caixa de l'orgue i la delicada restauració a la qual es va sotmetre el mosaic de la Immaculada Concepció que s'havia portat des d'Itàlia per a la Capella Mossàrab i que va patir greus desperfectes en esfondrar-se el vaixell que ho transportava.
Des del 1800 se li va encarregar l'obra escultòrica que constitueix el grup d'àngels que adornen els retaules de la Sagristia, la pintura del cardenal Lorenzana que es troba a la Sala Capitular i el grup de l'Exaltació de la Creu que presideix la pintura de L'Espolio de El Greco on es reconeixen les influències de Bernini.
A Salvatierra se'l reconeix a tota la seva obra l'estil barroc, també rococó, encara que hi ha qui veuen apunts neoclàssics. La seva formació és acadèmica, el que va resultar singular a les feines escultòriques de la catedral 